# Magyarország földtana

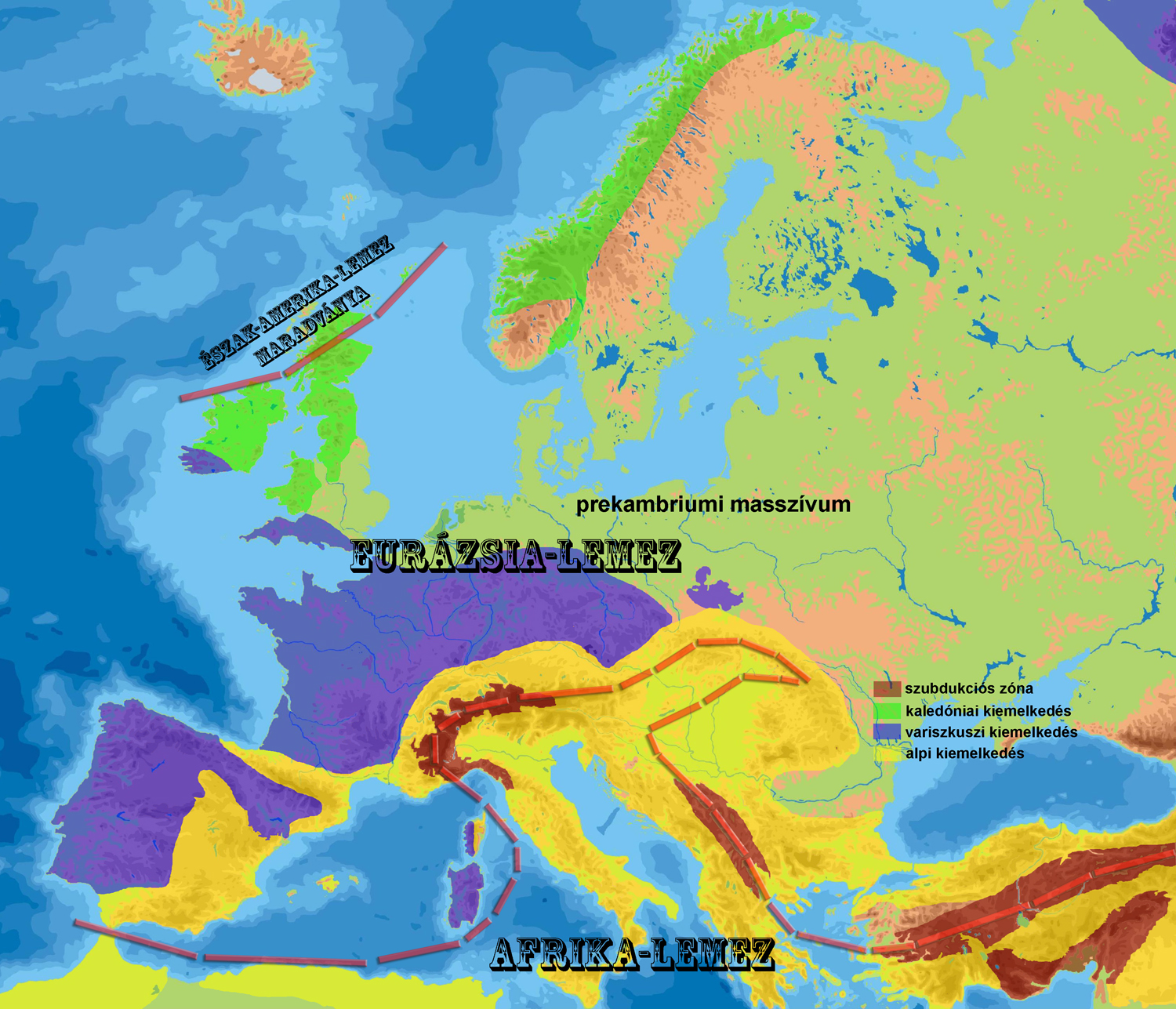
Európa áttekintő nagyszerkezeti térképe

Magyarország földtana a Kárpát-medence földtanának egy szelete. A Kárpát-medence nem egységes földtani szerkezet, a Kárpátok ívén belüli képződmények egy része az Afrikai-lemezhez, másik része az Eurázsiai-lemezhez tartozik, és e kettőben csak az alpi orogén ciklus középső szakasza után, a harmadidőszakban képződött kőzetek, azaz az alpi takarórendszer és a medencekitöltő üledékek, valamint a fiatal vulkanitok közösek. Magyarország földtani történetének két szakasza élesen elkülönül egymástól. Az elsőben a mai aljzat részei egymástól távol és függetlenül fejlődtek. Ezek a rögök mintegy 100 millió éve kezdtek közelíteni egymáshoz. A második szakasz elején, 25–20 millió éve már olyan közel kerültek egymáshoz, hogy a további alakulásuk már közös.
A mai Magyarország aljzatát alkotó mikrolemezek története rendkívül fontos a Pangea utáni földtanban, mivel ezek a kéregdarabok a Tethys-óceán kinyílását kísérő hasadékvölgy környezetében, majd a Tethys bezáródásának szubdukciós zónájában voltak. Ezek a töredékek választották el egymástól Afrikát és Európát, és ugyanezen tömbök gyűrték fel a Kárpátokat. Mindezek után a Kárpátok ívén belüli üledékgyűjtő medencében létrejött a világ egyik legnagyobb hordalékkúpja, a Pannon-medence feltöltése, amit ezen felül már csak a kainozoikumi eljegesedés során keletkező pleisztocén–holocén törmelékek fednek.

## Regionális szerkezeti földtan

### Nagyszerkezeti egységek
| első megközelítés           | első megközelítés                             | mai felosztás                | mai felosztás                                |
| egység                      | pászta                                        | főegység                     | egység                                       |
| --------------------------- | --------------------------------------------- | ---------------------------- | -------------------------------------------- |
| központi-alpi egység        | soproni kristályos pala pászta                | Alcapa-főegység              | alsó-ausztroalpi egység                      |
| központi-alpi egység        | kőszegi-hegységi mezozoós metamorfit pászta   | Alcapa-főegység              | penninikum                                   |
| központi-alpi egység        | kisalföldi paleozoós pászta                   | Alcapa-főegység              | felső-ausztroalpi egység                     |
| központi-alpi egység        | kisalföldi paleozoós pászta                   | Alcapa-főegység              | vepori egység                                |
| magyar-középhegységi egység | középhegységi paleo–mezozoós pászta           | Alcapa-főegység              | dunántúli-középhegységi egység „Pelso-blokk” |
| magyar-középhegységi egység | középhegységi paleo–mezozoós pászta           | Alcapa-főegység              | gömöri egység                                |
| magyar-középhegységi egység | középhegységi paleo–mezozoós pászta           | közép-magyarországi főegység |                                              |
| magyar-középhegységi egység | tokaji-hegységi kristályos pala pászta        | zempléni egység              |                                              |
| magyar-középhegységi egység | igal–bükki paleo–mezozoós pászta              | szávai egység                |                                              |
| magyar-középhegységi egység | igal–bükki paleo–mezozoós pászta              | bükki egység                 |                                              |
| dél-magyarországi egység    | kaposfő–kecskeméti kristályos pala pászta     | tiszai főegység Tisia        | mecsek–szolnoki egység                       |
| dél-magyarországi egység    | mecseki perm–mezozoós pászta                  | tiszai főegység Tisia        | mecsek–szolnoki egység                       |
| dél-magyarországi egység    | kelet-alföldi kréta–paleogén flis pászta      | tiszai főegység Tisia        | mecsek–szolnoki egység                       |
| dél-magyarországi egység    | görcsöny–kelet-alföldi kristályos pala pászta | tiszai főegység Tisia        | villányi–bihari egység                       |
| dél-magyarországi egység    | villányi perm–mezozoós pászta                 | tiszai főegység Tisia        | villányi–bihari egység                       |
| dél-magyarországi egység    | dél-magyarországi kristályos pala pászta      | tiszai főegység Tisia        | békési egység                                |

A lemeztektonika elméletének elterjedése előtt a földkéreg vízszintes mozgásai nem kerültek szóba. Ezért minden geológiai képződményről azt gondolták, hogy autochton szerkezet. A tengerelöntéseket, hegységképződéseket egyszerű süllyedéssel és emelkedéssel magyarázták. Jellegzetes megközelítése: „… a mi devonrögeink és a nagy gráci devonmasszívum eredetileg összefüggő, nagy táblát alkottak. Később azonban, a karbon korszak vége felé, ez a táblás hegység összetöredezett és legnagyobb része a mélybe süllyedt…”
Magyarországon három nagyobb egység különíthető el. Alig néhány évtizede még úgy gondolták a geológusok, hogy a Kárpát-medence aljzata egységes kristályos tömb. Az 1970-es évekre világossá vált, hogy ez nem így van. Az alaphegységben északkelet–délnyugati általános csapású törésrendszert, elvonszolódási vonalakat és diszlokációs zónákat fedeztek fel. Ebből arra következtettek, hogy az alaphegység különböző eredetű rögei és lemeztöredékei bonyolult események eredményeként parkettaszerűen egymásba csúszva érkeztek jelenlegi helyükre. Ma meglehetősen érdekes elrendezésben találhatók: Magyarország északnyugati felének aljzata az Afrika-lemezhez tartozik, délkeleti fele az Eurázsia-lemezhez.
Az 1980-as években elkülönített zónák a központi-alpi egység, a magyar-középhegységi egység és a dél-magyarországi egység. Ezekben összesen tizenkét aljzatcsíkot különböztetnek meg; ezeket törésvonalak választják el egymástól. Az elmúlt két évtizedben pontosították az elhatárolást és az alaphegységi képződmények viszonyait. Nagy vonalakban megmaradt az eredeti felosztás, de a mélytörések lefutásának pontosításával kiderült, hogy egyes pászták több önálló részből állnak, néha kiékelődnek.
A központi-alpi egység a Kárpát-medence egészére érvényes nevezéktanban az Alcapa-főegység (az Alpok, Kárpátok, Pannon-medence neveiből képzett mozaikszó) nevet kapta, de lényegében megegyezik a korábbival. Pásztákra osztása is megmaradt, de a pászták nevei megváltoztak. A soproni kristályos pala pászta az alsó-ausztroalpi egység, a kisalföldi paleozoós pászta a felső-ausztroalpi egység, és a kőszegi hegységi mezozoós metamorfit pászta a penninikum nevet kapta az Alpok geológiája alapján. Önálló vepori-egységként említik a kisalföldi pászta Börzsöny-környéki részét.
Ezek a nevek az alpi kifejlődési terület nevezéktanát követik. A „penninikum” egy apró darabja az alpi penninikumnak, ami a Pennini-óceán környezetében képződött, késő jura–kora kréta korú kőzetsorozat. A két ausztroalpi egység az ausztroalpidák folytatása; üledékeik a Pennini-óceántól délre rakódtak le. (Az északi part környékének rétegsora a helvétikum, ami nálunk nem található meg.)
A magyar-középhegységi egységet közös eredetük miatt ma az Alcapa-főegységhez sorolják, de belső felosztása erősen átalakult. Eredetileg három pásztáját különítettek el: középhegységi paleo–mezozoós pászta, igal–bükki paleo–mezozoós pászta, és a tokaji-hegységi kristályos pala pászta (ennek csapása az előző kettőére merőleges). Az újabb kutatások szerint a Dunántúli-középhegység egészen a Mátráig egyetlen nagy rög, a dunántúli-középhegységi egység, amit Pelso-blokknak vagy Pelso-mikrolemeznek is neveznek. A klasszikus értelemben vett Bükk és a Mátra között húzódó Darnó-vonaltól keletre helyezkedik el a bükki egység, amit keletről a kiékelődő zempléni egység határol, északról pedig a gömöri egység. Az igal–bükki pászta így két részből áll, az önálló bükki egységből és a dunántúli szávai egységből.
A bükki és szávai pászta a Balaton–Darnó-vonal és a közép-magyarországi-vonal közti közép-magyarországi főegységhez tartozik; ez választja el egymástól a két főegységet. A korábbi dél-magyarországi egységet ma tiszai főegységnek nevezik. Területe ugyanaz maradt, de a korábbi hat feltételezett pászta helyett csak három, bonyolult törésvonalakkal elválasztott egységet különítenek el benne. A mecsek–szolnoki egység egy széles pászta, mellette a villány–bihari egység egy keskeny és kanyargós csík, majd a sort a békési egység zárja. A tiszai főegység (Tisia) a jura időszakban vált el az Eurázsia-lemeztől, majd visszatolódott hozzá.

### A szerkezet kialakulása

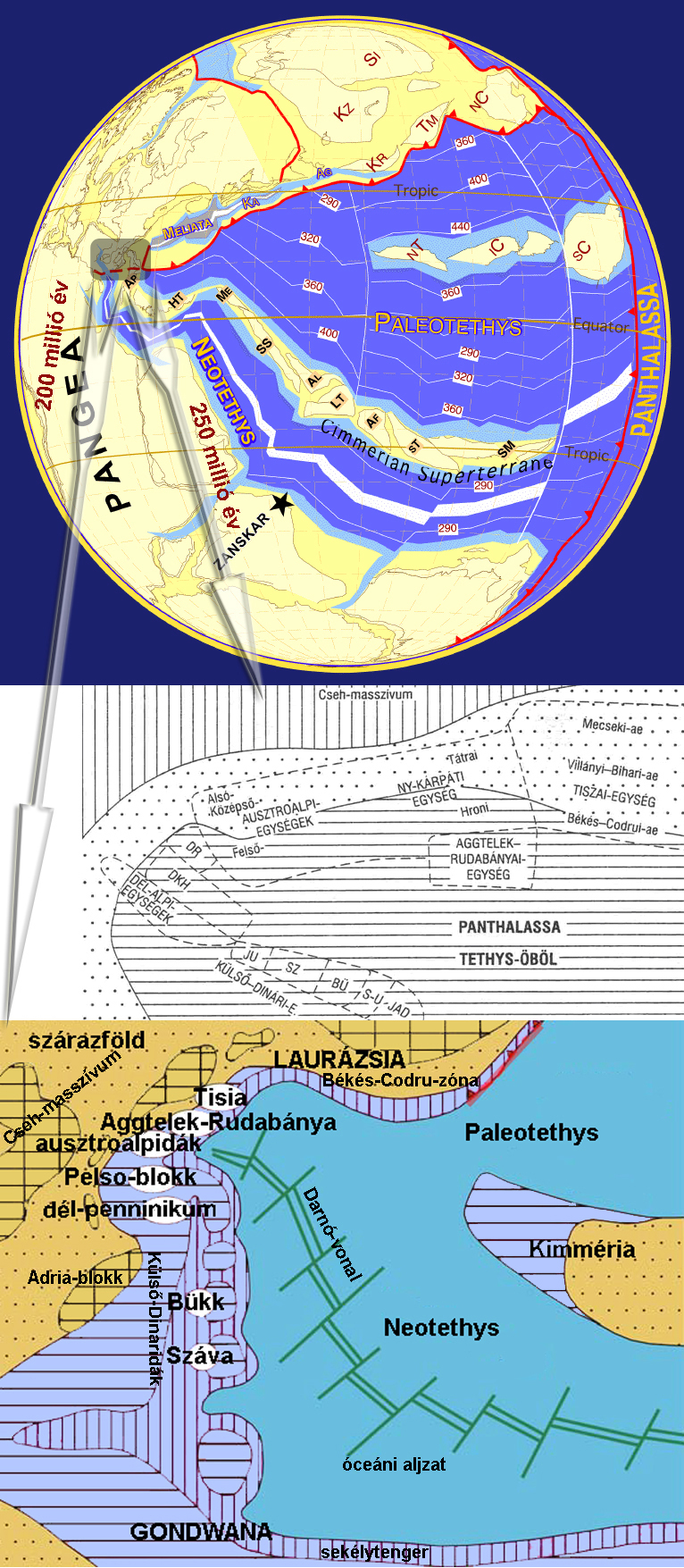
250 millió éve a pfalzi fázis végén Kimméria nyugati végénél nyílt fel a hasadékvölgy, majd a széttördezett mikrolemezek a pfalzi fázisban és az ókimmériai fázis mozgásainak hatására összesodródtak, így alakult ki a Kárpát-medence aljzata

Magyarország földtani nagyszerkezeti helyzete neoeurópai alaphelyzetű, vagyis az alaphegység tektonikája és a fedőhegység összletei az alpi ciklus által meghatározott keretekben alakultak ki. Az alpi ciklus igen hosszú időn keresztül tartó tektonikus folyamat, 280 millió éve kezdődött és gyakorlatilag ma is tart. Európa utolsó jelentős hegységképző mozgása, a Tethys-óceán végleges bezáródásának folyamata. A bezáródó ősóceán egyik medencéje, a Paratethys medencealjzata képzi az alaphegységet, majd az itt lerakódó üledékek, illetve az aljzat gyűrt redői a fedőhegységet. Az Alpok, Dinaridák és a Kárpátok kiemelkedése után az általuk bezárt terület feltöltődésével jött létre a medencekitöltő üledéksor.
Az alaphegységben egymástól messze keletkező, üledékek és vulkanitok metamorfitjaiból álló rögök találhatók, amelyek a kőzetlemezek mozgásai során kerültek egymás mellé. Ezek a metamorfitok általában nagyfokú metamorfózist szenvedtek a kaledóni és variszkuszi orogén fázisok során, mivel vagy a katametamorf zónában voltak, vagy dinamotermális regionális metamorfózison estek át a tektonikusan aktív zónák kompressziós öveiben. Ezeket a rögöket a kréta időszaktól az alpi takarók és kitöltő üledékek borították be. Ennek során helyenként retrográd metamorfózison is átmentek.
A triász második felében a két különböző eredetű lemezdarab már viszonylag közel volt egymáshoz, mivel a stabil Európáról leszakadó Tisia Afrika felé haladt a jura óta. Ekkor mindkettő közel volt az egyenlítőhöz. A Gondwanához tartozó Afrika-lemez és a Laurázsiához tartozó Eurázsia-lemez a Kimméria által elválasztott Paleo- és Neotethys öblének partjait alkották. Európa és Afrika ollóként zárták be később ezt a Tethys-darabot, innen gyűrődött fel az Alpok, miközben az Európától leváló tiszai főegység röge beékelődött az Afrika részét képező „Adria-tüskébe”, majd az egész egység ismét összeütközött Európával. Az Adria-tüske az Afrika-lemez egy kiálló szöglete, amely már a mezozoikum végén összeért Európával.
Az alpi takarók alapvetően három félék. A Pennini-óceán területén, illetve a déli és északi térségében keletkező összletek a penninikum (penniniek), ausztroalpikum (dél-alpiak) és helvétikum („svájciak”, vagyis északi-alpiak) neveket kapták. Ebből a mai Magyarország területén kettő megtalálható középhegységeink gyökérrégióiban, illetve az Alpokalja térségében felszínen is. Ezek a paleozoikumi kőzetek felgyűrt redői, amelyek általában kristályos metamorfitok, valamint a mezozoikum középmély és mély tengeraljzatain képződő karbonátok vonulatai. A Nyugat-Alpokra jellemző mélytengeri, bezárult óceánágakban kiülepedő slír hiányzik.

## Alaphegység

### Alaphegységi kőzetek
Magyarországon minden 100 millió évnél idősebb kőzet az alaphegységbe tartozik. A paleozoikumi kőzetek többsége metamorfit, míg a mezozoikumban keletkezettek nagy része üledékes vagy magmás eredetű. Prekambriumi kőzetek közvetlenül nem ismertek. Minden alaphegységi prekambriumi vagy ópaleozoós összlet metamorfizálódott és ma már az eredeti üledékképződési idő nem állapítható meg. Azok a metamorfitok, amelyek a radiometrikus datálással meghatározva még a prekambriumban, az asszinti ciklusban metamorfizálódtak, nyilván prekambriumi eredetű üledékek és vulkanitok. Ezek mindegyike erősen átalakult kristályos pala. Három csoport különíthető ezekben. Az alp–kárpáti kristályos palák csillámpalák, amfibolit palák, fillitek (például leukofillit), amiben orto- és parametamorf gneiszek jelzik a korabeli gránitos intrúziókat. Eredeti anyaguk arkóza (földpátdús homokkövek) és bázisos magmatit lehetett. Valószínűleg 980–960 millió éve metamorfizálódott (asszinti orogén fázis) a zempléni kristályos pala, orto- és paragneisz sorozata is, de diaftorizálódott az újherciniai orogén fázisok (saali és pfalzi) során, bizonytalanná téve a korbecslést.
Tisia területén diaftorizált gneisz, csillámpalák (gránátos csillámpala) és kvarcitok találhatók, valamint szericites, kloritos kvarcit, csillámkvarcit. Ezek homok vagy aleurolit frakciójú szilikátüledékekből keletkezhettek, illetve ezeken túl a kristályos mészkő mészüledékekből. A Tisia tehát valószínűleg geoszinklinális volt a prekambriumban, de emellett a mecseki migmatitosodott gránit szubvulkáni tevékenységet is jelez.
A dinári kifejlődést biotitos muszkovit-csillámpala és pragneisz jellemzi. Emellett fillit, amfibolit, szerpentinit, kristályos mészkő, metahomokkő és konglomerátum is akad. Az üledékes és magmás sorozat a dinári térség esetében is geoszinklinálist mutat. E feltehető fáciesek megadásán kívül azonban a prekambriumi és ópaleozoós ősföldrajzi vagy tektonikai viszonyok nem adhatók meg. Nem ismert az elsődleges keletkezés helye és pontos ideje, így a magyar alaphegység karbont megelőző időszakáról gyakorlatilag semmit sem tudunk, a kambrium pedig teljesen hiányzik Magyarország területéről.
Az alaphegység felismerhető eredetű kőzetei és megfigyelhető fő szerkezeti elemei három nagyobb orogén fázishoz kapcsolódnak. Először a kaledóni (kambrium, ordovícium, szilur) az ópaleozoikumban, majd a herciniai (vagy variszkuszi, devon, karbon, perm) az újpaleozoikumban, végül az óalpi, alpi és újalpi orogének a permtől a mai napig alakították és alakítják a szerkezetet. Ezek közül az utolsó az, amelyik a fedőhegység és a medencekitöltő üledékek keletkezésének kora. A kaledóni és herciniai fázis sokszor nem különíthető el, mivel az ezek során átalakult kőzetnek legtöbbször nem lehet meghatározni sem a kiinduló kőzetét, sem a metamorfizálódás korát.
Az ópaleozoikumi képződményekben folytatódnak a csillámpalák és fillitoid kőzetek, de már megjelennek a kisebb átalakultsági fokú homokkőpalák, agyagpalák, dolomitok. Metabázitok és ultrabázitok jelzik a magmás tevékenységet. A herciniai orogén első szakaszából újpaleozoós mészkő, márvány, fillitek és agyagpalák ismertek. Ezekhez gránitos–kvarcporfiros magmatizmus kapcsolódik. A második szakaszban különböző szemcseméretű törmelékek (agyag, aleurit, homok, konglomerátum) keletkeztek, emellett mészkövek is mutatják a magasságban tagolt tengerfenéki körülményeket. A magmatizmus szinte teljesen megszűnt, néhány kvarcporfir előfordulás utal csak rá. A karbonban az egyre durvább szemű üledékek a tengerszint csökkenését mutatják. Erre utal a kontinentális, általában vöröses színű homokkövek elterjedése. Ezek egyben szélsőségesen száraz éghajlatot is jeleznek, ez a permben létrejövő Pangea egészére is igaz. A karbon végéről és a permből már alig akad tengerfenéki fácies.
Az alap- és fedőhegységi képződményeket szinte minden esetben diszkordancia választja el, mivel a kiemelkedő Alpok orogén mozgásai által szárazra kerülő képződmények lekoptak. Az ópaleozoikumi vagy annál régebbi kőzetek mindegyike regionális metamorfózison esett át – némelyike diaftorézisen is –, csak az újpaleozoikumból ismert néhány nem átalakult üledékes összlet. Mindegyikük erősen gyűrt és töredezett, bizonyítékul szolgálva a viharos tektonikus múltnak.
A penninikum kékpala fáciesű képződményeiről mára kiderült, hogy nem paleozoikumiak, hanem késő jura–kora kréta korú törmelékek metamorfitjai, valamint a korszak végéről származó ofiolitos összletek. A kréta közepétől az ausztroalpi takarók rátolódtak. Az ausztroalpidák legidősebb kőzetei ordovíciumiak, mindegyikük metamorfózist szenvedett a herciniai orogén során. A felső-ausztroalpidákban már van devon korú dolomit, mint a nem metamorfizálódó üledékek elsője.
A veporidákban csillámpalák és gneiszek dominálnak, amelyek bizonytalan korú paleozoós képződmények. Az Aggtelek–Rudabányai-hegységben csak triász és jura korú üledékek vannak, a Bódva völgye felé már permi evaporitok is feltűnnek, majd középmély tengeri karbonátok, ami tengerszintemelkedésre vagy térszínsüllyedésre utal. A késő jurában riolitos vulkanizmus indult be.
A Zempléni-hegységben igen öreg, ópaleozoós, vagy akár proterozoós üledékek metamorfizálódtak valamelyik európai hegységképződés során. Ezek felett permokarbon molassz, permi homokkövek és riolitfoltok vannak. A középső triászig tengerszintemelkedés történt, a szárazföldi üledékeket sekélytengeriek váltják fel. Az ennél fiatalabb alaphegységi üledékek lekoptak. A zempléni riolitnyomokhoz hasonlók a Dunántúli-középhegységben is megtalálhatók, de a riolit mellett dácit is van, emellett nagy kiterjedésű gránit-intrúziók keletkeztek. Alatta metamorfitok, felette tengeri kőzetek vannak. A kréta végétől a Pelso-blokk szárazulattá vált mintegy 20 millió évre.

### Alaphegység kialakulása
Az alaphegység karbon előtti állapota nehezen – vagy inkább egyáltalán nem – rekonstruálható, mivel az átalakult kőzetek elvesztik a legfontosabb, a képződés körülményeire utaló jellegzetességeiket. Valószínűleg a karbon folyamán a Laurázsiával összeolvadó Hun-lemez nyugati vége hozta magával az aljzat egy részét, az Alcapát. Később Kimméria vált el Gondwanától, majd a nyugati vége letöredezett, keleten pedig összeolvadt a mai délkelet-ázsiai szigeteket alkotó röggel.
A késő permben az Alcapa és Tisia is az Európa-lemez déli szegélyén, a Paleotethys és Neotethys találkozásánál, az öböl északi partján helyezkedett el, egymáshoz viszonylag közel, nyugaton az Alcapa, keleten Tisia, a kettő között pedig az Aggtelek–Rudabányai kifejlődés és a mai Tátra foglalt helyet. Partközeli helyzetüket az Alcapa egy részének és az Aggtelek–Rudabányai egység egészének árapályzóna jellege mutatja. A Tethys-öböl aljzatának hasadékvölgye távolította el később egymástól Afrikát és Európát. Afrika vitte magával a délebbre elhelyezkedő bükki és szávai egységeket, valamint az északi főegységet. Az öböl nyílása az ausztroalpi és aggteleki egységek környékén volt. A kora triászban a tengerpart a szárazföld felé tolódott, az Alcapa fele és Tisia egy része is víz alá került. A triász közepére az egész Germán-medence víz alá került, sekélytengeri rámpát képzett az óceáni aljzat felé, amelyből csak a Cseh-masszívum emelkedett ki. Mindkét főegység középső részén sekélytengeri karbonátplatformok alakultak ki. A krétától a Tethys ollószerű revolúciójához kapcsolódó szubdukció szinorogén plutonizmussal és szubszekvens vulkanizmussal járt.
Az alaphegység képződésének utolsó fázisa az óalpi orogén ciklus (vagy az alpi alsó szerkezeti szakasza), a triásztól a kora kréta idejéig tartó (280–100 millió év) „geoszinklinális szakasz”. Ekkor Tethys-óceán átmeneti felnyílási szakasza szakította el Afrikát Európától. Ez az alsó szakasz is három, világosan elkülöníthető kisebb fázisból állt. A Tethys először mélyülni kezdett (transzgressziós fázis), és általában törmelékes partszegélyi üledékek, abráziós rétegek keletkeztek. Ez a werfeni korszak (vagy indusi, olenyoki). Az anisusi, ladini, karni, nori és rhaeti korszakokban, azaz a triász középső és felső szakaszában a karbonátos fázis zajlott le a Tethys aljzatán, a süllyedés olyan ütemű volt, amit a mészüledékek gyűlése nagyrészt kompenzált. A jurában és a kréta elején következett be a mélyülés kulminációja, amire már mélytengeri üledékek jellemzők. A dekompresszió hatására a mélyülés gyorsult, a tengerfenék sok helyen lezökkent. A karbonátplatformok törések mentén feldarabolódtak, a dachsteini mészkő képződése megszűnt. Az alsó szinteken hierlatz mészkő és szinszediment breccsák, valamint az agyagos, ammoniteszes vörös mészkő keletkeztek. A jura közepén egyes medencerészek olyan mélyre süllyedtek, hogy elérték a karbonáthatárt, és a korábbi mészkőrétegekre radiolarit települt. A jura végén a folyamat megfordult, a radiolarit képződése szűnt meg és ismét ammoniteszes mészkövek települtek. A kréta elejére már ismét találhatók sekélyvízi eredetű kőzetek, mint a crinoideás és echinoideás mészkövek. A 100–65 millió éves intervallum az alaphegység képződését közvetlenül követő szakasz, az alpi orogén (vagy annak középső szerkezeti ciklusa), a tektogenezis ideje, amikor kialakulnak azok a szerkezeti formák, amikből végül összeállt a Kárpát-medence aljzata.

#### Alcapa-főegység
Az Alcapa általános jellemzője, hogy az ópaleozoikumi metamorfitokat perm korú tengerparti törmelékek váltják fel. A térség többször víz alá került, majd kiemelkedett, amit a szárazföldi törmelékek és a sekélytengeri karbonátok összefogazott települése mutat. A mezozoikumban általában víz alatt volt, helyenként egészen mély tengeri környezetet mutatnak tűzkőgumós mészkővel, vörös, agyagos mészkővel (ammonitico rosso).
Az Alcapa-lemez a triászig egységes volt, de a középső triászban a Mellétei-tenger felnyílása – a Tethys-öböl szélesedése – kettévágta. A tenger rövid ideig létezett, a jura elején már elkezdett bezáródni a Pennini-óceán felnyílásával egy időben. Ennek a folyamatnak a következménye egyrészt egy szubdukciós szigetvulkanizmus, másrészt egy hegyvonulat kiemelkedése, aminek fekvő redői betakarták a korábbi üledékeket és metamorfizálták azokat.
Az alaphegységet először 280 millió éve érte metamorfózis, majd a túlnyomóan mélytengeri üledékeket és bázisos vulkanitokat 65 millió éve nagy nyomású, majd 18–15 millió éve egy kis nyomású és alacsony hőmérsékletű metamorfózis ismét átalakította. Az Alcapa északi része a Pennini-óceán aljzatát és déli környezetét alkotta. Ez a tengermedence a kréta időszak második felében zárult be szubdukciós folyamattal. A dunántúli-középhegységi egység már a metamorf hatások zónáján kívül volt, térben messzebb, szerkezetileg feljebb helyezkedett el. A tagolódás: penninikum → alsó-ausztroalpi → felső-ausztroalpi → dunántúli-középhegységi övek a Pennini-óceántól való távolság függvényében. Az Alcapa valószínűleg már a mezozoikumban összefüggő tömbként viselkedett.

#### Közép-magyarországi főegység
A közép-magyarországi egység az Alcapa- és tiszai főegységek, vagyis a közép-magyarországi-vonal és a Balaton–Darnó-vonal közti nyírási zóna. A közép-magyarországi vonal Európa egyik leghosszabb diszlokációs zónája. Mintegy 1000 kilométer hosszúságú. E vonal mentén forrt össze az Alcapa és a Tisia, ma már nem aktív. Északi felén találhatók azok a lenyírt és elsodort kéregdarabok, amik az aktív időszakban a két mikrolemez között töredeztek le. Ezek alkotják a közép-magyarországi főegységet. Északi határa egy még ma is aktív tektonikus zóna, a Balaton–Darnó-vonal.
A közép-magyarországi egység kifejlődése az Alcapa-főegységgel párhuzamos, ahhoz kötődik, de helyzete ehhez képest változó volt a földtörténet során. A triász közepén még a Tethys-öböl nyugat-délnyugati partvidékén helyezkedett el a szávai és bükki egység is, viszonylag messze az Alcapától és Tisiától is. A Mellétei-tenger felnyílásával az Alcapa többi részéhez hasonlóan az Afrikai-tábla része lett, mivel a hasadékvölgytől délre feküdt. Később a Pennini-óceánnak is a déli partján volt, de még mindig viszonylag távol a mai szomszédaitól. A Pennini-óceán bezáródásával párhuzamosan elszakadt Afrikától, a jura folyamán keletkezett ofiolitos párnalávák jelzik a felszakadó kérget, az iniciális vulkanizmust.
Az eocénben az Alcapa a Magura-medence délnyugati, Tisia pedig a délkeleti lezárását alkotta. A szávai és bükki egységek az Alcapa ívétől délre helyezkedtek el a nyílt óceáni aljzaton. Az Alcapa ekkor nagy ívet alkotott, az ausztroalpi területtel és a Pelso-blokkal a nyugati végén, a veporidákkal a keletin. Ezektől délre, az ív hajlatában volt a közép-magyarországi egység. Az oligocénben Tisia visszaforrt az Eurázsia-lemezhez, az Alcapa a dél-alpi egységekkel mozgott, miközben a közép-magyarországi egység a dunántúli-középhegységi egységnek nyomódott. A miocénben Tisia ismét levált Európáról a dácia-egységgel együtt, közösen északnyugat felé haladtak, amivel a közép-magyarországi egységet összeszorították a dunántúli egységgel. Ezzel alakult ki a mai Magyarország aljzata, amely a továbbiakban együtt mozgott északkelet felé.
A zemplenidák története nem ismert ilyen részletesen. Talán az Alcapa része volt, valahol a veporidák környékén. Van azonban olyan elképzelés is, hogy Tisiáról nyíródott le, amikor az befordult a Magura-medencébe és összenyomódott a szávai–bükki egységekkel.

#### Tiszai főegység

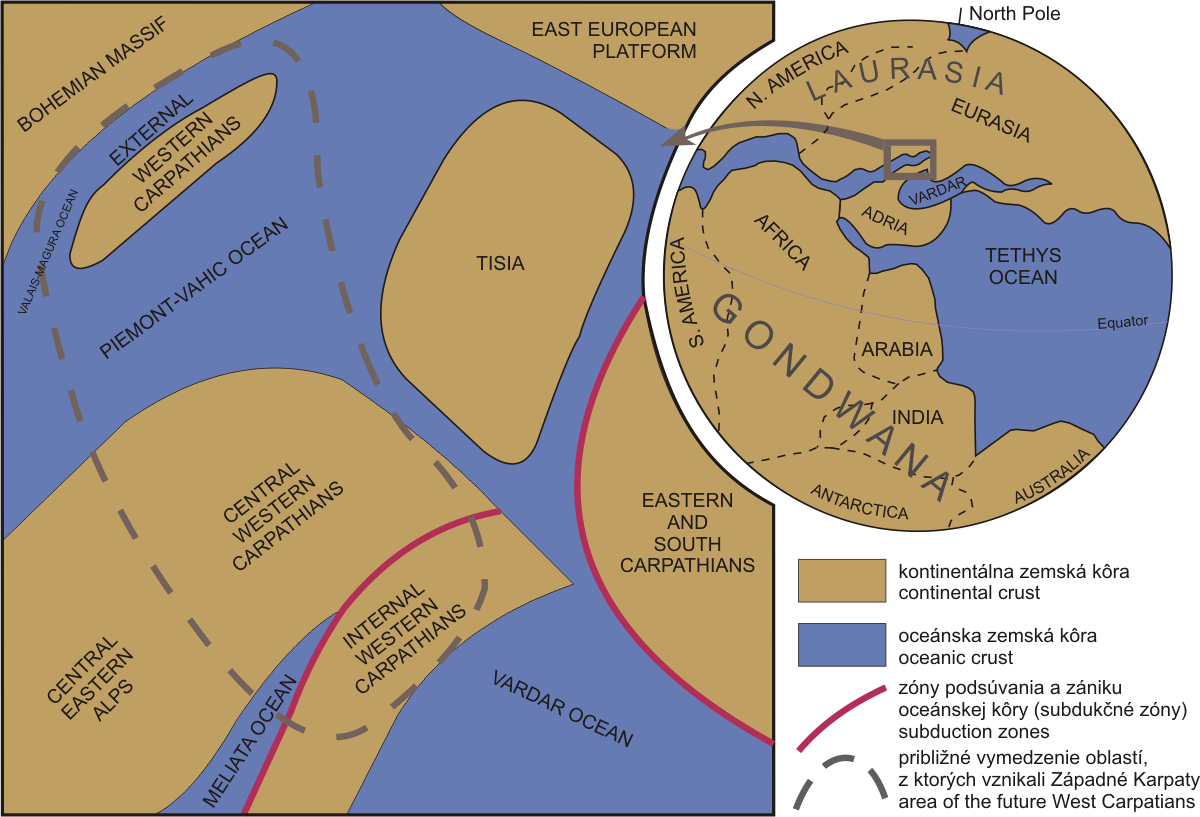
Tisia mintegy 150 millió éve. Jobb oldalon az Adria-tüske által elválasztott Neotethys és Pennini-tenger, bal oldalon a Pennini-tenger keleti öble.

A tiszai főegységben, azaz Tisián az ópaleozoós metamorfitokra több ezer méteres vastagságú szárazföldi törmelékes üledéksor rakódott le a karbonban és permben. Ehhez tartozik a híres permi vöröshomokkő is. A szárazföldi fácies jellemző maradt a jura második feléig. Ekkor folyamatosan az Európa-lemez része volt.
A tiszai főegység a korábbi Tisia mikrokontinens maradványa. Ez a lemeztöredék a jura folyamán vált el Európától és messze délnek sodródott. Mintegy 100 millió éve összetalálkozott Afrikával, és az ekkor a Tethys-óceánt bezárni kezdő mozgások hatására az eocén végén ismét északnak vette az irányt és végül összeforrt a „stabil Európának” nevezett kéregdarabbal. A főegység keleti végének (Erdélyi-szigethegység) határai még nem tisztázottak, ott nem töréses szerkezeti határok vannak, hanem takarós áttolódások, redők.
Az óalpi orogén ciklus első fázisában, a Tethys felnyílásával párhuzamosan iniciális vulkanizmus zajlott rajta. E magmás tevékenység egymás után több ofiolitos zónát hozott létre, vagyis a tértágulás következtében felszakadó óceáni hátság helyzete változott. Az első két vonal Tisia déli partjaihoz és keleti szegélyéhez közel szakadt fel, majd átvonult a belsejébe, végül az északi partján is megnyílt a föld. Bazaltos és diabázos, párnalávás tenger alatti vulkanizmus folyt.

## Fedőhegység és takaró

### Takarórendszer kőzetei
A takarórendszer fedőhegységi és medencekitöltő üledékes és magmás kőzetekből áll. Minden kainozoikumi kőzet ide tartozik, valamint 100–65 millió éves intervallumban (a kréta során) az alpi orogén fázis kompressziós szakasza által felgyűrt takarók is. A fedőhegységi képződmények fáciese általában a szublitorálistól feljebb elhelyezkedő üledékgyűjtő térszín, míg a medencekitöltések általában a szublitorálisnál mélyebb tengerekben alakultak ki. Így a fedőhegység durvább szemű üledékekből áll, míg a medencekitöltés finomszemű törmelék. Mindkettőben megjelennek a különböző vízmélységekre jellemző karbonátos kőzetek.

### Takarórendszer kialakulása
Az elsődleges takarórendszert az Alpok és Kárpátok felgyűrődésével létrejövő gyűrthegységi szerkezet hozta létre. A hegységképződés érintette az alaphegységi kőzeteket és a Magura-medencében képződő újabb üledékes összleteket is. Ezek a redők és takarók beborították az alaphegységet. Ezekhez járult a vulkanizmus beindulása is. Az iniciális tevékenység – a kezdeti szakasz – már a mezozoikumban megfigyelhető, ekkor a Tisia mikrokontinensen. A paleogén kezdetén az Eurázsia-tábla e darabja betolódott az Afrika-tábla alá, az ekkor kialakuló paleogén vulkáni ív az utolsó ofiolit-övhöz nagyon közel, a Balaton-felvidék tűzhányóit működtette. Ez egy jellegzetes szubdukciós vulkanizmus, a betolódó litoszféra-nyelv megolvadó végeiből felszálló magmából ered. A miocénben a szubdukció előrehaladtával, a Pelso-tömb és Tisia összeolvadásával már együttesen nyomultak az európai lemez alá, egy másik vonal, a belső-kárpáti vulkáni ív vált aktívvá. A pliocénben az ív nagy részén folytatódott a vulkanizmus, de újabb gócok is kialakultak a Felvidéken, ezek jórészt már a szubszekvens szakaszhoz tartoznak.
A kainozoikumban az eocén végén kezdődik az újalpi orogén ciklus első szakasza, a pireneusi hegységképződés. A Kárpát-medence aljzatának szerkezetképződése még folyamatban volt, a Pelso-tömb, Tisia, a szigethegységek és töredék pásztadarabok csak később olvadtak össze véglegesen. Tektonikailag, a mozgások jellegét tekintve a mezozoikum és a paleogén nem választható el egymástól. Ugyanazok a mozgások folytatódtak a paleocénben, mint amik a késő krétára voltak jellemzők. A két időszak 65 millió éves határnál való elválasztása az élővilágra, azon belül is az állatvilágra alapul (mezozoikum, kainozoikum).
A fedőhegységben lévő képződmények csak a miocén elejétől egységesek, ekkortól az aljzatot alkotó minden darab a mai helyére került. 20–16 millió évvel ezelőtt fejeződött be a mikrokontinensek összeforrása, ami a Visegrádi-hegységtől a Tokaji-hegységig tartó vulkáni ívet hozott létre (paleogén vulkáni ív). A fedőhegységben az Alcapa-főegységben jelentős andezites vulkanizmus volt, míg a tiszai főegységben a kréta időszak alkáli bazaltos vulkanizmusa után nem volt magmás tevékenység. A neogén legjellemzőbb folyamata, hogy a hegységek kialakulásával egy időben a Kárpát-medence középső térsége egy köpenydiapír miatt gyors süllyedésbe kezdett, a kéreg elvékonyodott. Ez egyszerre okozta a balaton-felvidéki vulkanizmus megindulását és a medencealjzat nagy vastagságú hordalékos feltöltődését. A süllyedés 10–12 millió éve kezdődött és jelenleg is zajlik, amit a Kárpátokból és az Alpokból származó folyóvízi üledékek folyamatosan feltöltenek.

## Medencekitöltés

### A medence kialakulása és képződményei
A magyarországi medencék képződése három szakaszba osztható:
1. Paleogén medencék az Alcapa déli részén, a közép-magyarországi egységben és Tisián a flisárok, erős szinorogén vulkanizmussal.
2. Miocén medencék ciklikus, erősödő tengerelöntéssel, szubszekvens vulkanizmussal.
3. Pliocén medencék a Kárpát-medence nagy részére kiterjedő tengerelöntéssel, amelynek sótartalma fokozatosan csökken, a csökkentsósvíz a szakasz végére limnikussá vált, tehát a beltenger tóvá alakult. Finális bazaltos vulkanizmussal.[50]

A magyarországi üledékgyűjtő medence nem a korábbi tengeraljzat, a Magura-medence közvetlen folytatása. A paleogén kezdetén létező geoszinklinálisból kiemelkedett a Kárpátok és a Dinári-hegység, majd a hegységeket felgyűrő köpenyáramlat egy köpenydiapírt hozott létre a gyökérrégiókon belül. Erre azért került sor, mert a köpenyáramlatot az Adria-tüske és az Eurázsia-tábla szubdukciója során alábukó litoszféra-nyelv bezárta. Ez a diapír elvékonyította a kőzetlemezt, ami ezután izosztatikus mozgás miatt gyors ütemben lezökkent. Ez a süllyedés Európában még több más helyen is megfigyelhető, elsősorban a németországi alföldön és a belga–holland tengerpart környékén. Eközben az eurázsiai litoszféra-nyelvet a mélyben leválasztotta a köpenyáramlat, ami a Kárpátok külső ívén újabb kiemelkedést okozott.
A harmad- és negyedidőszaki üledékek összvastagsága átlagosan 2000 méter körüli és az ország területének 80%-án megtalálhatók. Ezek túlnyomó többsége reduktív környezetben, szórt szervesanyaggal dúsulva ülepedett le, így körülbelül 150 000 km³ kőzetanyagban adottak a szénhidrogének kialakulásának feltételei, mivel a képződéshez szükséges hőmérsékleti hatások is adottak. 1400–1800 méter mélységben már megvan a 90 °C körüli hőmérséklet. Az eddig még kiaknázatlan magyar földgázkészletet 120 millió m³-re becsülik, de a szénhidrogén kutatása az elmúlt évtizedekben stagnál. A földgázmezők nagy része jelenleg 1600–2000 méter, a kőolaj 2000–2200 méteres mélységben található. Kor szerint a gáz túlnyomórészt a késő miocén pannon korú rétegeiben, az olaj annak is inkább a későbbi részeiben van. Az olajpala kevésbé jelentős tárolókőzet, bár előfordul nagy vastagságú, gyengébb minőségű és néhány kis vastagságú, de jó minőségű lelőhely. A Kárpát-medencéből kátrányhomok nem ismert.

#### Paleogén
A Dunántúli-középhegységben az eocénre mindenhol a tengeri képződmények jellemzőek. Ezekből csak litorális, sekély- és mélyszublitorális fáciesek vannak. Előfordulnak csökkentsósvízi, lagunáris kőzetek is, valamint kevés szárazföldi törmelék. A sekélytengeri üledékek nagy része biogén törmelék, a nyíltvízi szublitorálisban agyag és kőzetliszt uralkodik. A bükki terület ettől annyiban tér el, hogy az eocén közepének transzgressziója idáig nem ért el, csak a kor második felében került tenger alá. Az ausztroalpi területen nincs eocén üledék.
A paleogén vulkáni ív mintegy 200 kilométer hosszan húzódik három nagyobb és több kisebb centrumot mutatva. A Lenti–Zalaegerszeg, Székesfehérvár–Budapest és a Gyöngyös–Recsk térségek a nagy központok. Kevés lávaömlés, de annál több piroklasztit jellemzi, a tufa nyomai a középhegység több formációjában kimutathatók. Gazdasági szempontból fontos periódus, mivel a recski ércesedés ekkor jött létre. Tisián az üledékképződés folyamatos a paleocénben és eocénben. Váltakozó szemcseméretű törmelékes üledékek rakódtak le, az eocén üledékvastagság 1000 méter feletti. A vulkanizmus az eocén–oligocén határtól gyengül.
Az eocén végén kisebb regresszió volt, ami az eocén és oligocén üledékek közti diszkordanciát okozza. A Dunántúli-középhegységben az oligocén teljes rétegsorú, a Dunántúl többi részén nem a kor elején, hanem valamivel később indult meg a transzgresszió. Itt kontinentális, míg a középhegységben epikontinentális terrigén molassz képződött. A szakasz végén ismét kiemelkedés következett. Az oligocénben a Tethys-óceán már részekre tagolódott, ezek közül a magyarországi részt Középső-Paratethysnek, vagy Eoparatethysnek nevezik.

#### Neogén
A miocén süllyedékei az ausztroalpi és tiszai területeken találhatók, mint a Kisalföld, Délnyugat-Dunántúl és az Alföld délkeleti része. Itt 1000–3000 méter vastagságú törmelékes rétegsorok keletkeztek, míg a vulkanikus térségben csak néhány száz méteresek. A Kőszegi-hegység, Keszthelyi-fennsík, Dunántúli-középhegység, Mecsek, Villány, a Nyírség és a Gömöri-hegység szigeteket alkottak. Az Eoparatethys északi kapcsolatai megszűntek, ezzel jött létre a Paratethys.
Az alsó miocénben volt egy újabb kompresszív szakasz, de a kárpáti emelet gyűrődései voltak a legintenzívebbek. Ezzel párhuzamosan az Adria-medencéből kiinduló aljzatsüllyedés figyelhető meg a Kárpát-medencében, amelynek során két ágban, az Adria–Bécsi-medence és az Adria–Erdélyi-medence irányában árkos beszakadások terjedtek. A süllyedés egyenlőtlen mértékű volt. Rövid szünet után a kompresszió ismét megújult, és még a középső miocénben megszűntek a Kárpátok külső oldalának előtérmélységei is. Ezzel együtt az adriai kapcsolat is bezárult, már csak a Dinaridák és a déli Kárpátok között volt nyílttengeri kapcsolata a Kárpát-medencének. Ettől kezdve a beltenger fokozatosan kiédesedett. Ekkor képződött a lajtamészkő is. Az édesvízű, óriási tóban a Bécsi-medencétől a Dráva-medencéig nagy áramlat nyoma tapasztalható, ami ebben a térségben megakadályozta az üledékképződést. Ez talán már az ősi Duna következménye, amelynek vize ezen a csatornán át haladt keresztül a Kárpát-medencén, majd távozott a Vaskapu-szoros irányába. Ezt megerősíti az a körülmény, hogy a folyóvízi üledékszállítás rekonstruálható iránya Kőszeg és Pozsony környékéről indítható a Kisalföld felé, valamint az Ősduna a későbbiekben ugyanezen a vonalon haladt és a Száva mai medrében hagyta el a Kárpát-medencét.
Ebben a szakaszban sok haránttörés nyílt fel, amelyek a pászták csapásaira merőlegesek, azaz északnyugat–délkeleti irányúak. A középső miocén erős riolitos–dácitos vulkanizmussal járt, majd a felső miocénben a feldarabolódott aljzat süllyedése meggyorsult. Ekkor ismét 2–3 kilométer vastagságú üledékréteg keletkezett ezeken a helyeken. Ugyanilyen vastagságú a szatmári-ároktól a Tokaji-hegységig terjedő riolitos-andezites vulkáni összlete is.
A 13 millió évvel ezelőtt kialakuló beltenger azonnal töltődni kezdett a környezetében lévő kiemelkedések terrigén törmelékével. Ebben nagy szerepet játszott az ős-Duna, olyannyira, hogy a hordalékkúpos szárazulatképződés északnyugatról haladt délkelet felé. 12–11 millió éve izosztatikus kéregmozgások miatt a területe lecsökkent, de 10 millió éve ismét nagy kiterjedésű tóvá lett a lezökkenések miatt. Ekkortól 4 millió évvel ezelőttig tartott a teljes feltöltődés, utolsó nyomai a mai Belgrádtól a mai magyar határig, a Délvidéken láthatók.
A tektonikai folyamatok két fontos állomása következett be. Egyrészt a Kárpátok kiemelkedése az alábukó lemez meredekségének növekedésével nem folytatódott tovább a pliocéntől. Megszűnt a szubszekvens vulkanizmus, illetve részben átment finális vulkanizmusba, ami a Kárpátok belső ívére helyeződött át. A két mikrolemez által alkotott medencealjzat alatt, a köpenyi mélységben köpenydiapír alakult ki, mivel az Adria-lemez és a szubdukció során lebukó lemezszegélyek fogva tartották a köpenyáramlatokat. A litoszféra határa egyre feljebb tolódott, mivel a lemezek alsó része vékonyodott a visszaolvadás hatására.
Ez a folyamat magyarázza a magyarországi geotermikus gradiens magas értékét. Ugyanakkor a mélyművelésű bányászatra nézve előnytelen, hogy a korábbi rétegsorok összetöredeztek és több száz méteres szintkülönbségű platformokra tagolódtak.

#### Negyedidőszak
A negyedidőszak kifejlődésre egyszerre nyomja rá a bélyegét a tektonikai folyamatok és a kainozoikumi eljegesedésből fakadó üledékkeletkezési körülmények összessége.
2,5–2 millió évvel ezelőtt a vékonyodó kéreg izosztatikus mozgásokkal átlag 600–700 métert süllyedt, miközben a középhegységi részek – a kompresszió áthelyeződése miatt – 300–400 métert emelkedtek. Az alábukó lemezszegélyt végül a köpenydiapír leszakította, ami a Kárpátok külső ívének megemelkedésével járt.
A neogén üledékképződés legjelentősebb eleme a glaciális eredetű löszök lerakódása. Ekkor Magyarország területe teljes egészében szárazföld volt, a folyóvízi hordalékkúpokon és a gravitációsan szállított lejtőtörmelékeken kívül csak a szél által idehordott finomszemű törmelékek képződhettek. A megelőző korok üledékvastagságához képest csekély mennyiségűek, de az országban mindenhol megtalálhatók.
A negyedidőszak üledékképződése nagyon fontos jelenség a mai Magyarország számára. Az itt elfogyasztott, nem felszíni származású vizek 75%-ánál nagyobb arányban a pleisztocén–holocén homokos–kavicsos képződményeiből származnak. Csak ezek után jön a karszt eredetű karsztvíz és a pleisztocénnél idősebb üledékek által szolgáltatott víz. Ennek azonban egyik oka az, hogy lefelé haladva a vizek egyre melegebbek és sósabbak lesznek.